# José Triana (drámaíró)
José Triana (Hatuey, 1931. január 4. – Párizs, Franciaország, 2018. március 4.) kubai drámaíró, költő.

## Élete
1931. január 4-én született Hatueyben, Camagüey tartományban. Az Universidad de Oriente hallgatója volt Santiago de Cuba-ban. 1954-ben Spanyolországba költözött, ahol drámaíróként tevékenykedett, a Madridi Egyetemen tanult és a Teatro Ensayo-ban színészkedett. Miután Fidel Castro 1959-ben hatalomra került, Triana visszatért Kubába. 1961-ben alapító tagja volt a Kubai írók és művészek országos szövetségének (Unión de Escritores y Artistas de Cuba – UNEAC). 1966-ban a Gyilkosok éjszakája című színművéért Casa de las Américas-díjat kapott. 1968-ban feleségül vette Chantal Dumaint. 1980-ban feleségével Franciaországba emigrált és Párizsban élt, ahol 2018. március 4-én hunyt el 87 éves korában.
A szolnoki Szigligeti Színház 1991. május 5-én mutatta be a Gyilkosok éjszakája művét Mózes István rendezésében.

## Művei
- De la madera del sueño (1958, Madrid, versek)
- El Parque de la Fraternidad (1962, dráma, La Habana)
- La muerte del ñeque (1964, La Habana, három dráma)
- Gyilkosok éjszakája (La noche de los asesinos) (1965, La Habana)

## Magyarul
- Háborús szertartás; ford. Dés Mihály; inː Minden vasárnap. Mai kubai drámák; vál., utószó, jegyz. Dés Mihály; Európa, Bp., 1986 (Drámák)

## Díjai
- Casa de las Américas-díj (1966)